# Могохский сельсовет (Гергебильский район)
Могохский сельсовет  — административно-территориальная единица и муниципальное образование со статусом сельского поселения в Гергебильском районе Дагестана Российской Федерации.
Административный центр — село Могох.

## Население
| 2002 | 2010 | 2012 | 2013 | 2014 | 2015 | 2016 |
| ---- | ---- | ---- | ---- | ---- | ---- | ---- |
| 658  | ↘438 | ↗446 | ↗457 | ↗464 | ↗481 | ↗490 |
| 2017 | 2018 | 2019 | 2020 | 2021 | 2023 | 2024 |
| ↗501 | ↗507 | ↗513 | ↗521 | ↗874 | ↗880 | ↗885 |
| 2025 |      |      |      |      |      |      |
| ↗888 |      |      |      |      |      |      |

## Состав
| № | Населённый пункт | Тип населённого пункта       | Население |
| - | ---------------- | ---------------------------- | --------- |
| 1 | Гоцоб            | село                         | ↘112      |
| 2 | Могох            | село, административный центр | ↗762      |